# Folt, Hunedoara
Folt este un sat în comuna Rapoltu Mare din județul Hunedoara, Transilvania, România.

## Imagini

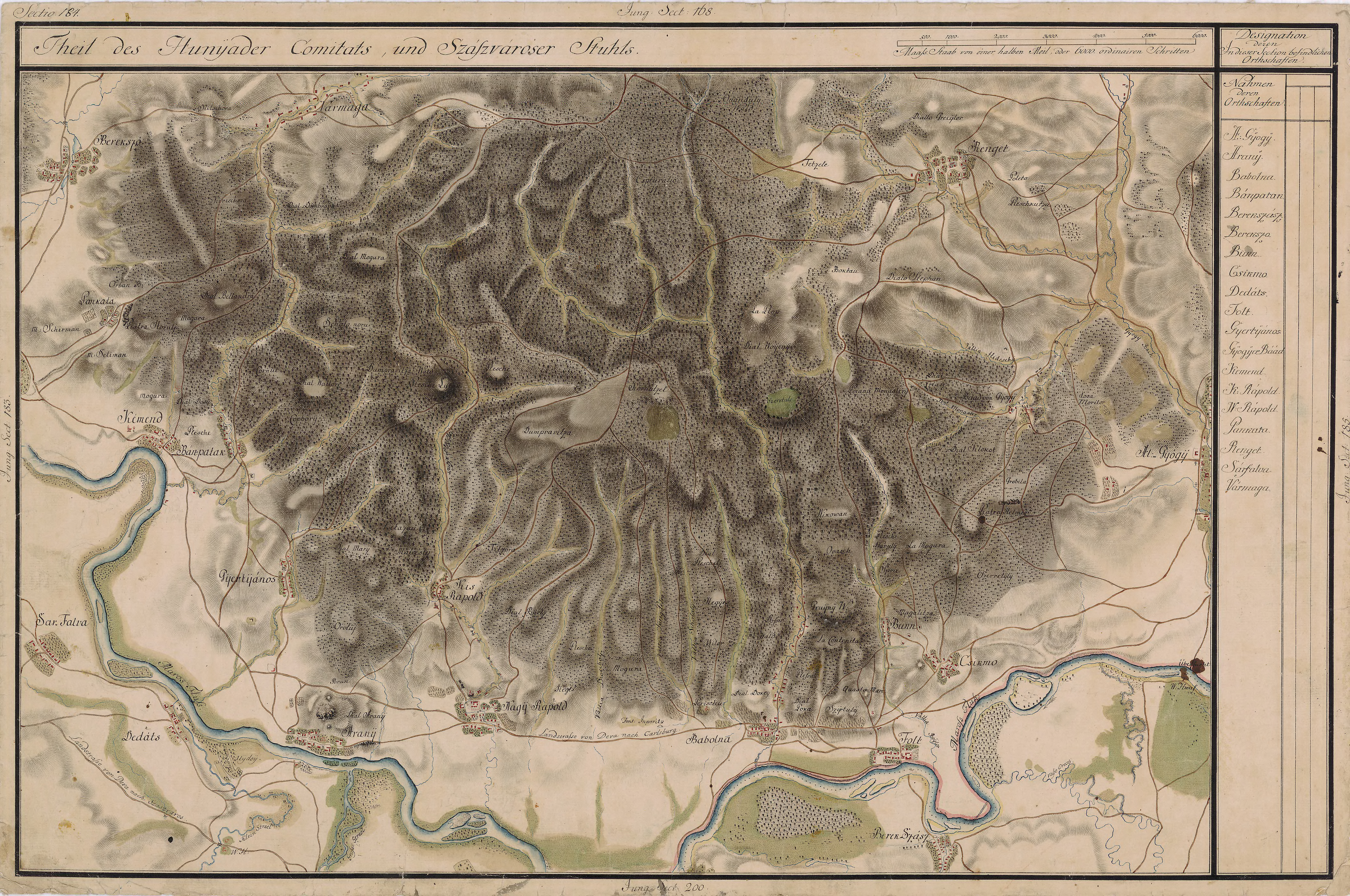
Folt în Harta Iosefină a Transilvaniei, 1769-1773